# 다비 조제 시우바 두 나시멘투
다비 조제 시우바 두 나시멘투(포르투갈어: Davi José Silva do Nascimento, 1984년 3월 10일 ~ )는 브라질의 축구 선수다. 현재 일본 J1리그의 방포레 고후에서 활약하고 있으며, 등록명은 다비이다.

## 축구인 경력

### 클럽 경력
다비는 커리어 대부분을 일본에서 보냈다.